# Episodi di Candice Renoir (seconda stagione)
La seconda stagione della serie televisiva Candice Renoir è stata trasmessa in Francia dal 18 aprile 2014 al 16 maggio 2014 sul canale France 2.
In Italia è andata in onda in prima visione assoluta dal 12 novembre 2015 al 10 dicembre 2015 su Fox Crime della piattaforma Sky.
| nº | Titolo originale                                    | Titolo italiano                      | Prima TV Francia | Prima TV Italia  |
| -- | --------------------------------------------------- | ------------------------------------ | ---------------- | ---------------- |
| 1  | La vérité sort de la bouche des enfants             | I bambini sono la bocca della verità | 18 aprile 2014   | 12 novembre 2015 |
| 2  | Qui trop embrasse, mal étreint                      | Brindisi letale                      | 18 aprile 2014   | 12 novembre 2015 |
| 3  | Le cœur a ses raisons                               | Questioni di cuore                   | 25 aprile 2014   | 19 novembre 2015 |
| 4  | Bien mal acquis ne profite jamais                   | La disonestà si paga                 | 25 aprile 2014   | 19 novembre 2015 |
| 5  | L'homme est un loup pour l'homme                    | Analogie                             | 2 maggio 2014    | 26 novembre 2015 |
| 6  | L'habit ne fait pas le moine                        | In nome della giustizia              | 2 maggio 2014    | 26 novembre 2015 |
| 7  | La plus belle fille ne peut donner que ce qu'elle a | Non si può dare ciò che non si ha    | 9 maggio 2014    | 3 dicembre 2015  |
| 8  | La rose est amie de l'épine                         | Profumo di delitto                   | 9 maggio 2014    | 3 dicembre 2015  |
| 9  | Le silence est d'or                                 | Il silenzio è d'oro                  | 16 maggio 2014   | 10 dicembre 2015 |
| 10 | Qui ne dit mot consent                              | Fratelli gemelli                     | 16 maggio 2014   | 10 dicembre 2015 |

## I bambini sono la bocca della verità
- Titolo originale: La vérité sort de la bouche des enfants
- Diretto da: Nicolas Picard
- Scritto da: Jean-Marie Chavent e Thomas Luntz

### Trama
Candice risolve il caso di una spogliarellista morta precipitando da una finestra: il colpevole non è il marito della donna, un tossicodipendente che la picchiava, ma la vicina di casa perché per colpa sua il figlio è stato bocciato a scuola. Durante l'operazione che ha portato al suo arresto Candice ha pranzato a casa dell'assassina, restando male quando costei le ha detto che è troppo grassa. Per Candice è dura resistere ai piaceri della tavola, ma decide che da quel momento farà di tutto per perdere peso.
Il club rugbistico di Sète è rimasto sconvolto dall'aggressione subita da Mathieu, allenatore delle squadre pulcini e juniores, in pericolo di vita per essere andato a sbattere contro il gancio di un armadietto: la sua collaboratrice Aurélie lo descrive come una persona molto tranquilla e apprezzata dai giocatori, anche se poco prima del fattaccio lo aveva visto preoccupato per qualcosa. L'armadietto sfondato da Mathieu è quello di Kévin Bercou, un suo giocatore con il quale non correva buon sangue: Kévin è infatti la stella della squadra, ma Mathieu lo ha relegato in panchina perché era entrato da poco nella squadra e non riusciva a fare gruppo con i compagni. A casa di Kévin Candice e Antoine trovano uno spray sospetto: il ragazzo dice che è per la sua allergia, ma Candice nota che la camera è troppo impolverata per non dare sintomi. Allora Kévin confessa che quello spray serve invece a nascondere le tracce di sostanze dopanti ed è quello il motivo per cui Mathieu lo ha messo fuori squadra: il giovane ammette di essersi intrufolato in casa dell'allenatore per rubare gli esiti dell'esame delle urine. Tuttavia, Candice non crede nella colpevolezza del ragazzo e si accorge che qualcosa non va quando visita l'appartamento di Mathieu: tutte le conserve sono scadute e le bollette sono irrisorie, quindi è chiaro che non vive lì, ma in compenso si scopre che Mathieu ha una figlia. Intanto, Chrystelle ha finto di accettare l'aiuto di Candice per superare i suoi momenti di rabbia: il suo superiore la lascia fuori dallo stabile dello psicologo, ma Crysthelle se la svigna una volta che non è vista. A casa Candice deve vedersela con i gemelli, arrabbiati perché sono stati messi in classi separate essendo troppo vivaci.
Candice e JB rintracciano la figlia di Mathieu, che si chiama Chloé, e apprendono che la piccola ha due papà. Infatti, Mathieu è omosessuale e vive da dodici anni con il suo compagno Julien Lassale. In centrale Julien racconta di aver seguito Mathieu da Parigi per amore, ma che non accettava il fatto che il compagno si rifiutasse di fare coming out per paura di perdere credibilità in un ambiente mascolino come il rugby: Chloé è nata dalla maternità surrogata con una donna che adesso vive a Rio de Janeiro. Le condizioni di Mathieu si aggravano e viene portato in terapia intensiva per un arresto cardiaco: Julien si infuria con il dottore che gli impedisce di vederlo, in assenza di una legge che riconosca il suo status di convivente. Osservandolo dare in escandescenza, Candice chiede ad Antoine di indagare sul suo conto e intanto è chiamata dalla scuola perché i gemelli si sono scambiati. Julien ha alle spalle numerose denunce per aggressione, giustificate da lui con i numerosi episodi di discriminazione che ha dovuto subire. A Candice viene un sospetto: Julien era ai ferri corti con Mathieu, tanto da aver cambiato la serratura per chiedere probabilmente la custodia della bambina. Nel frattempo Chloé, affidata alla custodia di Chrystelle e JB, scappa dal commissariato e viene rintracciata a casa di un collega allenatore di Mathieu. Quest'ultimo insospettisce Candice che manda Antoine a infiltrarsi nella sua squadra di rugby: dopo l'allenamento l'uomo si lascia scappare frasi omofobe sul conto di Mathieu e Antoine lo può arrestare, scoprendo dunque che è lui l'aggressore.
Mathieu esce dal coma e Julien, libero da ogni accusa, può tornare a vivere sereno con lui e Chloé. JB ha problemi con la moglie, al punto di telefonarle per fingere che deve lavorare fino a tardi, mentre stavolta Crysthelle va veramente dallo psicologo per risolvere i suoi problemi personali. Anche Candice ha un segreto: si sta vedendo ancora con Hervé, incontrandolo di nascosto nel suo studio.
- Guest star: Samira Lachhab (Yasmine Attia), Arnaud Giovaninetti (Laurent Renoir), Clara Antoons (Emma Renoir), Étienne Martinelli (Jules Renoir), Alexandre Ruscher (Léo Renoir), Paul Ruscher (Martin Renoir), Alexandre Varga (Hervé Mazzini), Alix Poisson (Pascale Ibarruri).
- Altri interpreti: Elsa Toro (Aurélie Grimaldi), Ilian Bergala (Kévin Bercou), Eve Creach (Nicole Bercou), Marine Vallee (Chloé Lassale), Thomas Jouannet (Julien Lassale).

## Brindisi letale
- Titolo originale: Qui trop embrasse, mal étreint
- Diretto da: Nicolas Picard
- Scritto da: Ivan Piettre e Eric Eider

### Trama
Candice ed Hervé hanno ripreso la frequentazione assidua di prima, ma l'uomo chiede rassicurazioni circa la fine della sua storia con Laurent: Candice si è infatti riavvicinata all'ex marito, fondamentale nel sopperire alle sue prolungate assenze da casa. Intanto, Antoine ha capito che tra JB e la moglie ci sono problemi e ha coperto il collega fingendo che stesse lavorando assieme a lui: il capitano Dumas lo esorta a risolvere la situazione con Audrey, auspicando che non incida sul suo lavoro. Al porto di Sète è stato trovato morto un giovane di nome Quentin, ucciso con un arpione e successivamente annegato: risulta che il ragazzo studiava biologia a Montpellier e viveva in affitto presso l'affittacamere Francesca Guerrini. Costei descrive Quentin come un ragazzo molto tranquillo, con il quale andava d'accordo, e che non trasgrediva mai la legge. Candice però si accorge che aveva i suoi segreti: l'automobile di Quentin, da lui usata per andare all'università, è stata modificata e certamente ha dovuto spendere un importo eccessivo per uno studente fuori sede. Francesca ha un alibi: la notte del delitto si trovava in compagnia del vicino di casa Paco, con cui fa intendere di avere una relazione.
Candice e la squadra provano a seguire la pista dei ladri di ostriche, considerando che Quentin è stato ucciso nei pressi di un'azienda che pulisce molluschi: il proprietario Jussigny riferisce di non aver notato alcun movimento strano, poiché la zona è costantemente sotto vigilanza per via di furti passati. Analizzando il cadavere Pascale ha trovato un paio di costole rotte, il che fa pensare a una colluttazione due giorni prima dell'omicidio: Francesca reagisce nuovamente sorpresa, dubitando che Quentin possa aver fatto a botte con qualcuno. Prima di andarsene da casa Guerrini, Candice prende due biscotti fatti in casa dalla donna per sgranocchiare qualcosa strada facendo, sgarrando la dieta ferrea che si è autoimposta. Durante il tragitto Candice comincia a comportarsi in modo strano, urlando come una pazza e zigzagando sulla strada fortunatamente deserta: fermata da una pattuglia, Candice esibisce il documento di riconoscimento, ma i gemelli lo hanno sostituito con la tessera della biblioteca e così il comandante Renoir finisce in carcere. Candice è ancora in stato di euforia quando Antoine passa a prelevarla, al punto che la donna vede lui e il poliziotto che l'ha arrestata completamente nudi: il capitano Dumas la porta a casa sua, dove la fa dormire nel suo letto. Al risveglio Candice capisce l'accaduto: i biscotti di Francesca contenevano droga, quindi il suo comportamento è dovuto agli stupefacenti che ha ingerito.
Tornata dalla signora Guerrini, Candice esige una spiegazione e minaccia di denunciarla per spaccio: Francesca racconta che Quentin faceva le consegne per lei, ma non ha intenzione di rivelare il nome del fornitore. Alla domanda se Quentin ha truccato la macchina grazie ai ricavi di quest'attività, Francesca risponde di no: i 5000 € glieli ha donati lei perché lo amava. I clienti dei biscotti alla cannabis di Francesca erano tutti anziani e il pusher ha addirittura 75 anni, quindi non vale nemmeno la pena di incriminarlo. Ai controlli è sfuggita un'ultima cliente: Candice scopre che è finita in coma perché, sotto l'effetto della cannabis, credeva di essere un uccello e si è gettata dalla finestra di casa sua. Tristan Duroi, figlio della donna che sta vegliando su di lei all'ospedale, indossa il cappello di una squadra di basket: Candice glielo fa togliere e nota una ferita alla fronte. Tristan ammette di essere lui la persona che ha avuto la colluttazione con Quentin, ma di averlo picchiato per quanto cagionato a sua madre e che comunque non lo ha ucciso. Nel frattempo, Candice scopre che Pascale ha fatto richiesta di trasferimento: la donna ha infatti deciso di riprendere gli studi e ringrazia Candice, essendo stata proprio lei a farle venire l'ispirazione per portare a termine quanto da giovane aveva interrotto. Rientrata a casa dai figli, Candice ha una mezza discussione con Laurent perché il marito le rinfaccia i suoi incontri con Hervé: è in questo momento che Candice capisce chi è l'assassino di Quentin. Si tratta di Paco, il vicino di casa di Francesca, probabilmente ingelosito dal rapporto speciale che si era creato tra il ragazzo e Francesca. Nel cantiere di Paco compaiono dei quadri piuttosto osé che ritraggono la donna, facendo intuire un'attrazione quasi maniacale per la donna. I poliziotti si spaventano quando trovano una scatola di sonniferi aperta a casa di Paco, segno che ha intenzione di suicidarsi con Francesca. JB capisce da una statua che Paco ha portato Francesca in un parco divertimenti: quando arrivano è troppo tardi, i due sono morti insieme dopo aver ingerito un mix letale e sono abbracciati insieme, a compimento del disegno macabro studiato da Paco.
Molto scossa da quanto avvenuto, Candice decide di mettere le cose in chiaro con Laurent: bisogna accelerare le pratiche del divorzio e devono riuscire a mantenere le giuste distanze, comportandosi come una coppia che si sta separando.
- Guest star: Samira Lachhab (Yasmine Attia), Arnaud Giovaninetti (Laurent Renoir), Clara Antoons (Emma Renoir), Étienne Martinelli (Jules Renoir), Alexandre Ruscher (Léo Renoir), Paul Ruscher (Martin Renoir), Alexandre Varga (Hervé Mazzini), Alix Poisson (Pascale Ibarruri).
- Altri interpreti: Thomas Trigeaud (Manu Jussigny), William Albors (Tristan Duroi).

## Questioni di cuore
- Titolo originale: Le cœur a ses raisons
- Diretto da: Olivier Laneurie
- Scritto da: Olivier Laneurie e Solen Roy-Pagenault

### Trama
In centrale arriva una mail che preannuncia la morte di Van Dere Varenne, direttore di una miniera di bauxite, per le ore 11. Candice e Antoine si precipitano al cantiere per avvertirlo, quando l'uomo rischia di essere investito da un operaio a bordo di un camion: Candice spara un colpo di pistola in aria per sventare l'incidente, dopodiché Van Dere Vaeren inveisce contro di lei per aver creato confusione e successivamente collassa a terra con i sintomi tipici dell'infarto. Candice resta sconvolta dalla morte del signor Van Dere Vaeren, ma Antoine prova a spronarla per proseguire le indagini. I due si recano in ospedale, essendo risultato che la mail con l'ora del decesso è partita dal reparto di cardiologia: il dottor Ghribi si nasconde dietro il segreto professionale, sostenendo che sarà sua cura procedere ai dovuti accertamenti. La tensione della giornata e la dieta ferrea che si è autoinflitta fanno svenire Candice, soccorsa dal personale dell'ospedale: le infermiere le fanno assaggiare una papaya, portata direttamente dalle Seychelles dalla caposala Josyane. Quest'ultima riferisce che il dottor Griby si comporta in modo strano da diversi giorni, come se qualcosa di personale lo turbasse nella sua condotta di lavoro.
Candice e Laurent sono alle prese con il cattivo rendimento scolastico di Jules: il ragazzino si è messo in testa che la matematica è inutile, avendo deciso che da grande vuole diventare chef. Mentre Laurent teme che quella del figlio per la cucina sia soltanto un'infatuazione, con il rischio di trovarsi un giorno senza un pezzo di carta in mano, Candice asseconda la passione del figlio perché convinta che possa essere una buona strada. Quello che però Candice non sa è che Jules ha falsificato la sua firma nel modulo di iscrizione alla terza classe, preparatoria per l'istituto professionale: la donna è molto delusa per il comportamento del figlio e gli proibisce di cucinare per alcuni giorni come punizione.
Il giorno dopo in commissariato si presenta Isaure de l'Estang, avvocato del dottor Ghribi, piuttosto alterata per il modo in cui Antoine sta conducendo le indagini, turbando il suo cliente con le continue richieste di accesso agli atti. Candice tranquillizza la donna, dopodiché parla con Antoine perché si è insospettita per il cattivo feeling tra lui e l'avvocato de l'Estang, quasi che loro due si conoscano. Antoine confessa infatti che l'avvocato è sua madre, con cui non ha mai avuto buoni rapporti perché ha tentato di ostacolarlo nel diventare un poliziotto: Candice vuole sollevare Antoine dalle indagini, per via del conflitto d'interessi con la madre avvocato, ma il capitano Dumas ha saputo il nome di un'altra paziente del dottor Ghribi morta in circostanze piuttosto simili a quelle di Van Dere Vaeren. Candice decide quindi di tenere Antoine nell'indagine e fanno visita alla figlia della paziente, la signora Germon, morta all'improvviso in casa mentre stava guardando un quiz in televisione: la figlia ha tentato di rianimarla senza successo, raccontando che il decesso è avvenuto alla stessa ora di Van Dere Vaeren. Antoine scopre dal computer della vittima che anche lei aveva ricevuto l'avviso di morte via mail. Entrambe le vittime era in cura presso il dottor Ghribi e ambedue portavano un defibrillatore, quindi l'unica spiegazione plausibile è la manomissione da parte di qualcuno che li controlla a distanza.
Candice e Antoine tornano in ospedale, mettendo nuovamente alle strette il dottor Ghribi senza successo: l'unica cosa che sanno è l'imminente scadenza del contratto tra l'ospedale e la Double Heart, azienda che fabbrica i defibrillatori. Candice parla con Josyane, la caposala della papaya, insospettita perché con il suo stipendio non particolarmente elevato si è potuta permettere un viaggio alle Seychelles da sola: la donna confessa di esserci andata con un amante. Costui però è il rappresentante della ditta concorrente della Double Heart, la quale aveva evidentemente tutto l'interesse a che il contratto con quest'ultima non fosse rinnovato. Inoltre, Josyane ha riferito che negli ultimi interventi chirurgici ha sempre dovuto lasciare il dottor Ghribi da solo. I sospetti dunque si indirizzano sul medico: Antoine lo interroga in commissariato, facendo indispettire nuovamente la madre che adduce una violazione delle procedure. Candice blocca l'interrogatorio, temendo azioni legali da parte di un avvocato così importante, e apprende che anche Isaure è una paziente di Ghribi. Mentre la squadra brancola nel buio, Candice capisce chi c'è dietro a tutto questo. Ghribi ha un figlio, Malik, un ragazzo molto difficile che è stato bocciato da diverse scuole: Candice viene a sapere che il ragazzo è un hacker e che nell'ultima scuola da cui è stato espulso era riuscito a infilarsi nel server dell'istituto per manomettere i propri voti.
Malik viene tradotto immediatamente in commissariato, dove Candice resta scioccata di fronte alla pacatezza con cui il giovane ammette di essere lui il responsabile dei decessi ai pazienti del padre, verso il quale prova un odio profondo. Malik ha nascosto nelle calze un dispositivo mobile con il quale arresta un altro defibrillatore: quello di Isaure, alla quale resta poco più di mezz'ora di vita. Si tenta in ogni modo di disattivare il blocco, ma Malik ha cambiato la password del server e soltanto lui può impartire il comando decisivo. Antoine parla con il ragazzo, dicendogli qualcosa nell'orecchio: Malik, evidentemente convinto dalle parole di Antoine, inserisce la password e salva la vita all'avvocato de l'Estang. Antoine e sua madre hanno quel riavvicinamento di cui avevano bisogno da tempo e, prima di andarsene, la donna gli confessa che lui e Candice sono una bella coppia.
Candice ha trovato a Jules un lavoro da apprendista presso il ristoratore Jacques. Per lei arriva un'altra buona notizia: Laurent sta per partire in mare per un nuovo lavoro, così avrà campo libero per continuare a vedersi con Hervé.
- Guest star: Samira Lachhab (Yasmine Attia), Arnaud Giovaninetti (Laurent Renoir), Clara Antoons (Emma Renoir), Étienne Martinelli (Jules Renoir), Alexandre Ruscher (Léo Renoir), Paul Ruscher (Martin Renoir), Alexandre Varga (Hervé Mazzini).
- Altri interpreti: Jean Claude Dumas (Van Dere Vaeren), Charlotte De Turckheim (Isaure de l'Estang), Maher Kamoun (Dr. Ghribi), Stéphanie Fresse (Josyane), Fanny Arnulf (Nathalie), Françoise Pinkwasser (Florence), Jérémy Corallo (Malik), Jérôme Frey (Jacques).

## La disonestà si paga
- Titolo originale: Bien mal acquis ne profite jamais
- Diretto da: Nicolas Picard-Dreyfuss
- Scritto da: Anne Rambach e Marine Rambach

### Trama
Al risveglio Candice apprende dai figli che Emma è scappata di casa, portandosi dietro del cibo. Tuttavia, Candice dice loro di non allarmarsi: Emma ha preso la cicoria, un alimento che non le piace e quindi non è affatto in fuga. Intanto, il commissariato ha un nuovo tecnico della scientifica: Aline Jego, originaria di Parigi come Candice. Le due donne si conoscono sulla scena dell'omicidio di Pablo Alves, giovane graffitaro ucciso di notte. Notando che indossa un paio di scarpe pulite, Candice desume che in realtà non è un writer: difatti si scopre che Pablo lavora per un'azienda che si occupa dell'esatto opposto, cioè di rimuovere i graffiti. Dai tabulati telefonici risulta che Pablo era in frequente contatto con un poliziotto, Vidal, capitano della squadra per la tutela dei beni architettonici. Vidal ammette che Pablo era un suo informatore e che da tempo erano alla caccia di un misterioso graffitaro che lascia come traccia del suo passaggio il murale di un gatto. Candice e Vidal discutono per l'attribuzione del caso: Attia decide di assegnare il comando delle indagini a Candice, la quale però dovrà avvalersi della collaborazione di Vidal, più ferrato di lei sull'argomento graffiti.
Candice ha notato che i graffiti del gatto vengono lasciati su appartamenti sfitti. Un appostamento porta loro a mettere le mani sul misterioso writer, scoprendo che si tratta di una ragazza di nome Sarah Delmas. Sarah è una studentessa di legge molto diligente, ma ha questa passione nascosta per i graffiti: la ragazza li usa per sfogare le frustrazioni tipiche dei giovani, in lotta contro una società che tende a rifiutarli e un futuro che si preannuncia molto difficile, anche per gli studenti meritevoli come lei. Comunque Sarah si discolpa dall'omicidio di Pablo, dicendo che la sera dell'omicidio era in compagnia di alcuni amici writer al deposito di autobus. L'interrogatorio della ragazza fa emergere il diverso approccio di Candice e Vidal: la Renoir non condivide il modo di fare del collega, soprattutto perché ha minacciato Sarah di mettere i suoi genitori al corrente di questa passione nascosta, con il risultato però di renderla meno propensa a parlare.
Il mattino seguente Candice scopre il motivo del comportamento bizzarro di Emma: una protesta contro il cibo servito alla mensa scolastica, la cui azienda appaltatrice sfrutta il lavoro nero in Cina. Candice è convinta che questa improvvisa passione politica della giovane sia motivata dall'infatuazione per un ragazzo. Giunta in commissariato, la Renoir lascia andare Sarah e questo fa arrabbiare Vidal perché è ostinato sulla colpevolezza della giovane. Tuttavia, Candice ha avuto le sue ragioni per revocare il fermo: gli amici di Sarah hanno confermato l'alibi attraverso un video che li mostra insieme la sera del delitto. Inoltre, tutti quanti hanno accusato Pablo di essere un traditore per aver abbandonato la loro causa. Questo significa che l'iniziale previsione era in realtà giusta: Pablo era un graffitaro, ma da qualche tempo aveva abbandonato questo campo per mettere la testa a posto. Candice decide di mettersi in contatto con un vecchio amico di Pablo, Samir, che lavora come autista di ambulanze. Samir racconta a Candice che lui, Pablo e un terzo amico, Martin, appartenevano alla stessa crew: Pablo è stato il primo ad andarsene, dopodiché anche lui aveva dovuto lasciare il gruppo per un arresto. Samir precisa di non aver voluto problemi con la giustizia, soprattutto perché sua madre ha problemi di salute e necessita di assistenza. A questo punto Candice vuole chiudere il cerchio, conoscendo il terzo membro della crew: Martin è un artista che ha aperto una galleria, mescolando la pittura ai graffiti, con il nome d'arte di Shadow34. Di fronte alla strafottenza di Martin, che appena vede Samir arrivare con Candice e JB lo prende a pugni, Candice inizia a sospettare sul suo conto: quando si accorge che l'impianto elettrico della galleria salta, come le luci a casa di Pablo, capisce che lo stesso Pablo (diplomato elettricista) si è occupato di quello di Martin, quindi non è vero che avevano tagliato i ponti. Infatti, si scopre che Pablo ha finanziato l'attività di Martin ed era proprietario del 51% delle azioni della galleria. Martin sostiene di essere stato a una festa la notte dell'omicidio, alibi confermato da Attia che era presente insieme ad altri pezzi grossi della politica.
In commissariato vengono portati degli studenti urlanti: Candice trova tra loro Emma in compagnia di Constant, il compagno di scuola per il quale si è presa una cotta. Candice resta male quando scopre che la figlia ha mentito sul lavoro della madre, dicendo a Constant che fa le pulizie: Candice decide di stare al gioco, così da risparmiare una brutta figura a Emma. Studiando i tragitti dell'ambulanza di Samir, Chrystelle nota delle strane deviazioni rispetto al percorso abituale: segno che il giovane continua a fare graffiti, con il materiale probabilmente nascosto dentro l'ambulanza. Candice e Chrystelle si recano nella zona frequentata da Samir, dove trovano l'insegna del dottor Mahut, medico dell'associazione C.o.t.a.m.e.p., la stessa che passa i sussidi alla madre del ragazzo. Scassinando la cassetta postale del dottore, Candice e Chrystelle trovano soldi in contanti che il medico si faceva passare per continuare a erogare i sussidi. In commissariato Mahut confessa di essersi fatto pagare da Samir per continuare a versare il sussidio per la madre. Aline avvisa Candice che Sarah le ha dedicato un murale, disegnato fuori dal commissariato, che la ritrae. Analizzando i lavori di Samir fotografati da Chrystelle, Candice nota un particolare che accomuna tutte le opere: gli occhi. Candice arriva così alla verità: il vero Shadow34 non è Martin, ma Samir, e quest'ultimo è stato pagato dal "maestro" per uccidere Pablo. La prova di questa congettura arriva da Sarah che ha ricevuto un video da Samir in cui Martin gli chiede se ha ucciso Pablo. La squadra si precipita al faro, dove Samir sta finendo il suo ultimo murales: la scritta Shadow34, per far sapere a tutti che Martin è un impostore e lui è il vero artista. Ultimata l'opera, Samir si getta nel vuoto e muore suicida per non essere arrestato, destino che invece tocca al mandante del delitto Martin.
Sarah prende la decisione di abbandonare il mondo dei graffitari e, seguendo l'esempio di Pablo, compila il modulo per entrare in polizia. Candice festeggia la risoluzione del caso brindando con Aline, esattamente come faceva un tempo con Pascale, così da darle ufficialmente il benvenuto nella squadra. Tornata a casa, Candice osserva insieme a Laurent Emma dare il primo bacio a Costant nel giardino di casa.
- Guest star: Samira Lachhab (Yasmine Attia), Arnaud Giovaninetti (Laurent Renoir), Clara Antoons (Emma Renoir), Étienne Martinelli (Jules Renoir), Alexandre Ruscher (Léo Renoir), Paul Ruscher (Martin Renoir), Delphine Rich (Aline Jego).
- Altri interpreti: Patrick Fierry (Capitano Vidal), Anna Mihalcea (Sarah Delmas), Boris Vigneron (Samir Chadid), Charles Lelaure (Martin), Charo Beltran Nunes (Dolores Alves), Aïni Ifte (Jeanna Chadid), Benoît Oswald (Constant), Dider Lagana (Dr. Mahut).

## Analogie
- Titolo originale: L'homme est un loup pour l'homme
- Diretto da: Olivier Laneurie
- Scritto da: Olivier Laneurie e Solen Roy-Pagenault

### Trama
Si avvicina il Natale. I figli di Candice trascorreranno le feste dai nonni, così lei sarà libera di occuparsi del suo lavoro e potrà ricavare del tempo per sé stessa. Intanto, i suoi sottoposti si lamentano per le valutazioni annuali: la Renoir non ha voluto adottare il classico comportamento buonista del caposquadra che attribuisce il massimo a tutti, un modo utile per spronarli a dare il meglio. Candice sente una ragazza piangere nel bagno del commissariato: la diciassettenne Alice Fontanel racconta che sua madre Madaline è scomparsa da alcuni giorni e il padre non voleva sporgere denuncia, ma nessuno le ha dato ascolto. Candice scopre che Madaline è un veterinario e che fa parte di un'associazione che cura i cavalli: a mandare avanti lo studio durante la sua assenza è il marito Vincent, il quale però non è veterinario e quindi non può operare al posto suo. I sospetti di Candice si indirizzano subito su Vincent, per nulla preoccupato dalla prolungata assenza della moglie. Indagando si apprende che Madaline non è mai salita a bordo dell'aereo diretto a Parigi, dove la donna era stata chiamata per un'urgenza, ma non risulta nemmeno ricoverata in nessun ospedale della zona. Il che fa subito pensare al peggio.
Candice e Crysthelle si presentano nella palestra dove Alice si sta allenando: la ragazza gioca a basket ed è molto promettente, tanto che un importante club di Parigi si è interessato a lei, ma la giovane non intende accettare senza prima parlarne con sua madre. L'allenatore concede ad Alice di parlare con Candice e propone a Crysthelle, anche lei cestista ai tempi della scuola, di sostituirla in campo. Candice dice ad Alice di aver capito, visitando casa sua, che i genitori dormono separati perché hanno problemi di coppia: Alice nega questa ipotesi, sostenendo che tra loro non ci sono problemi. Candice è però arrivata a un'amara conclusione: Vincent Fontanel picchia la moglie, esattamente come i suoi genitori, ed è per questo che rivede in Alice quella ragazza che ha avuto il coraggio di denunciare il padre prima che potesse fare del male alla madre. Alice comincia ad aprirsi e confida a Candice un litigio tra i genitori la mattina della partenza di Madaline. Tornata a casa, Candice trova Laurent e i ragazzi sul piede di guerra perché si è scordata di portarli in stazione per andare dai nonni. Laurent ha capito che Candice ha dei problemi e l'ex moglie gli confida di aver rivissuto i traumi di un passato che pensava fosse ormai cancellato.
La macchina di Madaline viene rintracciata e si scopre che la donna, sommersa dai debiti, ha ipotecato casa e clinica: Candice torna alla carica con Vincent, convinta più che mai della sua colpevolezza. Notando alcune pianticelle di rosmarino lontane dalla porta di casa, Candice fa scavare il terreno: lo shock è generale quando è trovato, avvolto in una coperta, il cadavere di Madaline Fontanel. Vincent è posto in stato di fermo, ma si dichiara innocente e Candice gli fa trascorrere la notte in cella. Intanto, Crysthelle sta cominciando a frequentare Jan, l'allenatore di basket di Alice, mentre Antoine bada alla piccola Lily per permettere a JB di cenare con la moglie. Infatti, Antoine teme che il collega si sia infatuato per Sarah Delmas, la ragazza del caso precedente che sta sostenendo la trafila per arruolarsi in polizia. Il mattino seguente Vincent Fontanel arriva in commissariato e, liberatosi dal controllo della guardia, si getta dalla finestra. Per Candice arriva una nuova doccia fredda: Aline ha infatti concluso l'esame del dna sul corpo di Madaline, che non corrisponde a quello del marito. Candice entra in crisi e rassegna le dimissioni, convinta di aver spinto al suicidio un uomo innocente. Attia ordina ad Antoine di proseguire le indagini, ma straccia sotto i suoi occhi la lettera di dimissioni di Candice perché si è resa conto che, nonostante tutta la sua diffidenza, la Renoir è una donna in gamba di cui ha forte bisogno. Candice cade in depressione, ma ci pensa Laurent a ricordarle l'importanza che ha avuto il suo lavoro per aiutarla a lasciarsi il passato alle spalle.
Candice si rimette al lavoro e trova una nuova pista su cui indagare: il contrabbando di cani chihuahua che Fontanel favoriva attraverso la clinica della moglie. Come fornitore spunta il nome di Jan, il nuovo fidanzato di Crysthelle, che si scopre effettivamente tenere animali in casa. Tuttavia, il vero autore del traffico illegale è suo fratello Viktor. Candice si allarme quando scopre che Alice ha rubato un fucile allo zio per andare a uccidere Viktor: la Renoir riesce a evitare un tragico epilogo, grazie anche alla sicura che Candice non aveva tolto all'arma. Viktor confessa il delitto di Madaline, la quale aveva scoperto il traffico di chihuahua e voleva denunciarlo: lo slovacco è fuggito, lasciando così a Vincent l'ingrato compito di seppellire la moglie in giardino.
Mentre Candice e Laurent si danno alla pazza gioia per l'assenza dei figli, in centrale Antoine spia il fascicolo di Candice.
- Guest star: Samira Lachhab (Yasmine Attia), Arnaud Giovaninetti (Laurent Renoir), Clara Antoons (Emma Renoir), Étienne Martinelli (Jules Renoir), Alexandre Ruscher (Léo Renoir), Paul Ruscher (Martin Renoir), Delphine Rich (Aline Jego).
- Altri interpreti: Laurent Bateau (Vincent Fontanel), Jeanne Ruff (Alice Fontanel), Anna Mihalcea (Sarah Delmas), Romain Sandere (Viktor), Antoine Laurent (Jan).

## In nome della giustizia
- Titolo originale: L'habit ne fait pas le moine
- Diretto da: Stéphane Malhuret
- Scritto da: Elsa Marpeau e Solen Roy-Pagenault

### Trama
Durante le festività natalizie Candice e la sua squadra sono al lavoro sull'omicidio di una suora, Suor Madeleine, trovata morta nel bosco con segni di strangolamento e bruciature di sigaretta lungo il corpo. Candice e Crysthelle si recano nel convento dove viveva, apprendendo che era una persona dolce con gli altri e severa con sé stessa, molto rigorosa nel seguire i dettami delle scritture. Candice trova nella stanza di Suor Madeleine un frustino con il quale si autoflagellava: la madre superiora racconta che Suor Madeleine prima di prendere i voti si chiama Josy Bellouche. Nel frattempo, Antoine e JB vagano nel bosco alla ricerca della guardia forestale che ha assistito al ritrovamento del corpo: Fabrice Grael si presenta come una persona amante della natura, tanto che ha realizzato un costume fatto di foglie per mimetizzarsi nel bosco e svolgere al meglio il suo lavoro. Alla domanda se conoscesse la vittima, Grael risponde negativamente. Uscita dal convento con un nulla di fatto, Candice vede la Mehari usata dalle suore e domanda chi è stata l'ultima a pulirla: le viene fatto il nome di Suor Jeanne, una delle consorelle più giovani che collabora alla produzione del vino rosso. Candice nota delle stelle tatuate sul braccio di Suor Jeanne.
La squadra si riunisce in commissariato per fare il punto della situazione: JB ha scovato in archivio un caso di stupro simile a quello di Suor Madeleine, avvenuto ben dieci anni e con le stesse modalità. Candice torna in convento e comincia a ispezionare la stanza di Suor Jeanne: a questo punto interviene la madre superiora che le suggerisce di mettere Jeanne in stato di fermo, altrimenti non può proseguire l'ispezione. Infatti, la madre superiora è stata un giudice e quindi conosce la procedura giudiziaria. Candice esce dal convento e Crysthelle le racconta che sta facendo passi avanti nella sua vita privata, tanto che il figlio Lukas passerà la notte con lei. Intanto, Antoine trova un'inquietante analogia con il caso di dieci anni prima: la guardia forestale Grael era in servizio quello stesso giorno. Inoltre, l'alibi dell'uomo non convince del tutto perché è appena rientrato dall'America Latina, lasciandosi dietro numerosi episodi di stupro non risolti dalle autorità locali. Candice interroga i genitori di Josy, alias Suor Madeleine, e scopre che faceva la parrucchiera ed era una persona molto discreta. Tuttavia, la Renoir è convinta che Madeleine e Jeanne fossero amanti perché nella stanza di quest'ultima aveva trovato una seconda Bibbia, probabilmente di Madeleine. Infatti, emerge che Jeanne è lesbica e prima di entrare in convento pochi mesi prima aveva una relazione con Nadia Zoubir: Jeanne conduceva una vita piuttosto irregolare, il che rende inspiegabile la sua improvvisa conversione alla vita religiosa. Nadia racconta che Jeanne è scappata un giorno in cui stava guardando un documentario sul vino rosso in televisione: Candice fa in fretta a ricollegarlo alla produzione di vino nel convento, dove chiede di visionare il video della trasmissione. Suor Madeleine aveva chiesto di non essere inquadrata dalla telecamera, ma il regista si era dimenticato di oscurarla e ha provato un forte senso di vergogna.
Intanto, si scopre che Fabrice ha mentito: lui e Josy hanno avuto una relazione sentimentale, quindi non è vero che non la conosceva. Si riesce a risalire a Loriane Herriot, la vittima del caso di stupro di dieci anni prima: la donna racconta di aver soccorso una giovane nel bosco dove faceva abitualmente jogging e di essere stata violentata dal suo compagno, il quale aveva l'alito di mentolo. Loriane mostra agli inquirenti i segni delle bruciature di sigaretta, analoghi a quelli sul cadavere di Suor Madeleine. I pezzi del mosaico iniziano a combaciare: Loriane è stata aggredita da Fabrice Grael, la cui complice è Suor Madeleine. L'ispezione a casa di Grael porta al rinvenimento dell'arma del delitto di Suor Madeleine, una sega manuale: la suora si era ritirata in convento per sfuggire al fidanzato stupratore ed è stata uccisa con le medesime modalità degli stupri con cui lo aveva spalleggiato. Candice è convinta che la spiegazione all'intera vicenda si trovi dentro il convento, così chiede alla madre superiora di poter trascorrere qualche giorno con loro, adducendo una crisi mistica che l'ha colpita nei rapporti con suo marito. In effetti, negli ultimi giorni Candice ha continuato a evitare Laurent, nonostante l'uomo avesse cercato in ogni modo di avvicinarla perché ancora innamorato di lei.
Candice scopre che anche Jeanne è stata vittima di Grael, il che spiega come mai ha voluto entrare in convento quando ha visto Madeleine in televisione: la sua speranza era di poter denunciare Grael, trovando quel coraggio che da sola non ha mai avuto. Invece, Madeleine ha continuato a tergiversare fino a quando il reato non è caduto in prescrizione: a questo punto Jeanne ha deciso, con la protezione della madre superiora, di uccidere Suor Madeleine e far ricadere la colpa su Grael. A una conclusione simile era giunto anche Antoine, dato che in centrale Grael aveva detto di non fumare più sigarette al mentolo da diverso tempo. Candice avverte Jeanne che, qualora uscisse dal convento, la troverà pronta con le manette per arrestarla. Al rientro Candice è accolta dai figli, tornati a casa dai nonni, e viene a sapere da loro che Laurent ha trovato un nuovo lavoro e si trasferisce a Marsiglia.
- Guest star: Samira Lachhab (Yasmine Attia), Arnaud Giovaninetti (Laurent Renoir), Clara Antoons (Emma Renoir), Étienne Martinelli (Jules Renoir), Alexandre Ruscher (Léo Renoir), Paul Ruscher (Martin Renoir), Delphine Rich (Aline Jego).
- Altri interpreti: Marie Vincent (Suor Chantale), Aurélia Poirier (Suor Jeanne), Stéphane Brel (Fabrice Grael), Claude Maurice (Sorella Marie Louise), Sophie Lequenne (Nadia Zoubir), Jane Bred (Loriane Herriot), Carlos Moreno e Fabienne Bargelli (Sig.ri Bellouche).

## Non si può dare ciò che non si ha
- Titolo originale: La plus belle fille ne peut donner que ce qu'elle a
- Diretto da: Stéphane Malhuret
- Scritto da: Jean-Marie Chavent e Thomas Luntz

### Trama
Charlotte Dupas è trovata morta sulla spiaggia con segni di strangolamento. Candice osserva macchioline di vernice sulla mano e la fede portata al dito medio anziché sull'anulare, con la scritta Charlotte 17 luglio 2009. Il proprietario dell'hotel sulla spiaggia affitta in bassa stagione i bungalow a persone bisognose, in cambio di lavoretti come il ritingeggiamento delle piccole abitazioni: Charlotte, in ristrettezze economiche, viveva lì da qualche mese. Julia, un'altra affittuaria degli chalet che conosceva bene Charlotte, racconta che era una persona molto riservata: rispetto agli altri indigenti, Julia era laureata in lettere e, prima di cadere in disgrazia, insegnava francese al liceo. Candice fa la conoscenza anche di Gilles, un musicista che intratteneva rapporti di amicizia con entrambe le donne. Candice nota un uomo appostato sul tetto di uno chalet che la sta osservando con un binocolo: Antoine sale per coglierlo di sorpresa e scopre che si tratta in realtà di un collega della squadra d'intervento speciale. Candice chiede spiegazioni al capitano David Canovas e apprende che lui e la sua équipe stanno indagando sul furto in un casinò, pretendendo che la Renoir e i suoi lascino loro campo libero: Candice però si oppone, giudicando l'indagine per omicidio molto più urgente rispetto al furto.
Intanto, sotto il materasso di Charlotte sono rinvenuti 8000 € in contanti che potrebbero provenire dal casinò, il che legherebbe i due casi insieme. Candice però non intende cedere il caso, anche per un'antipatia reciproca verso Canovas, e propone ad Antoine di collaborare con Queyrolles, il capitano di Montpellier con il quale avevano lavorato l'anno precedente su Ferola: tuttavia Queyrolles non lavora più a Montpellier, essendo stato promosso a Parigi. Mentre sta rientrando in commissariato con Antoine, Candice riceve la telefonata di Jules che le chiede aiuto nel compilare una scheda sul libro I miserabili: la donna esorta il figlio a darsi da fare, non potendo pretendere che sia lei a leggerlo al suo posto. Aline informa la squadra che il medico legale ha rilevato sul cadavere di Charlotte una carie ai denti. Avendo trovato nello chalet la fattura di una clinica, Candice vuole vederci chiaro e si presenta in compagnia di Antoine in un laboratorio per le analisi: grazie al fatto che il collega era uscito con la segretaria del centro, possono accedere senza difficoltà all'incartamento di Charlotte. Risulta che la donna si è sottoposta a un controllo generale per la Tipizzazione Hla, un esame che normalmente si svolge prima di sottoporsi a un trapianto: non risultando il nome di Charlotte nella banca dati dei donatori organi, Candice teme di trovarsi di fronte a un caso di trapianto illegale. Attia convoca la Renoir nel suo ufficio per informarla che ha deciso di toglierle il caso, affidandolo al capitano Canovas perché Marc Carlier, l'uomo ricercato per il furto al casinò, è stato fidanzato con Charlotte dopo averla conosciuta nel carcere dove ha insegnato per qualche tempo. La squadra di Candice dovrà condividere ogni informazione con Canovas: la Renoir, la cui avversione per Canovas aumenta, va a cena da Julia per darle da mangiare qualcosa di sostanzioso e saperne di più su Charlotte. Julia le confessa che Charlotte aveva un progetto importante: aprire una scuola per bambini poveri in Africa.
Mentre Candice è in compagnia di Julia e del chitarrista Gilles, Canovas ordina un'irruzione per arrestare Carlier. Quest'ultimo si dichiara estraneo al furto nel casinò, avendo cambiato vita da quando conosce Charlotte. Canovas è disperato perché non riesce a far confessare Carlies, ma in suo soccorso arriva Candice che ha trovato in casa di Charlotte una poesia scritta da una persona non completamente padrona della lingua, quindi da Carlies. Quest'ultimo rivela di essere stato lasciato da Charlotte perché non la voleva seguire in Africa, ma di averle fatto la proposta di matrimonio sulla spiaggia sperando di trattenerla in Francia: la donna si è rifiutata e Carlies l'ha uccisa, inscenando poi lo scambio delle fedi che la fretta ha portato a sbagliare dito. Canovas esulta per aver incastrato Carlier, ma Candice vuole arrivare in fondo alla vicenda e indaga sulla pista dei trapianti clandestini. In ospedale viene a sapere che un uomo è morto per un trapianto di rene sbagliato, la stessa prassi a cui potrebbe essersi sottoposta anche Charlotte. Tornata a casa, Candice passa la notte a leggere I miserabili e il mattino seguente trova un'affinità tra il romanzo e il caso a cui sta lavorando: il personaggio di Fantine ha venduto i denti e i capelli per far mangiare i figli, esattamente come Julia (e non Charlotte) si è fatta trapiantare un rene per mantenere la figlia che vive presso i genitori. Anche il paziente morto in ospedale era un affittuario degli chalet sulla spiaggia, quindi il cerchio si stringe intorno a Gilles: il giovane viene arrestato al termine di un concerto, dove Candice era andata insieme a JB (che poi avrebbe suonato con lui) e Julia per farla confessare. Infatti, Gilles aveva proposto sia a lei che a Charlotte di prestarsi al trapianto illegale. Mentre il chitarrista consegna la lista dei complici a Canovas, Crysthelle confessa ai colleghi di avere un figlio e che presto verrà a vivere con lei.
Candice sta uscendo dalla centrale, quando incrocia Canovas sulle scale: Candice lo scansa con imbarazzo, evidenziando una piccola infatuazione per il capitano della squadra speciale.
- Guest star: Samira Lachhab (Yasmine Attia), Arnaud Giovaninetti (Laurent Renoir), Clara Antoons (Emma Renoir), Étienne Martinelli (Jules Renoir), Alexandre Ruscher (Léo Renoir), Paul Ruscher (Martin Renoir), Delphine Rich (Aline Jego), Stéphane Blancafort (David Canovas).
- Altri interpreti: Yann Pradal (Marc Carlier), Sandrine Le Berre (Julia Delsolles), Julien Fortier (Gilles Ravière), Nicolas Vallet (Benoît), Jean François Malet (Michel Becera), Marion Stamegna (segretaria laboratorio), Véronique Merveille (Cécile Lavenais).

## Profumo di delitto
- Titolo originale: La rose est amie de l'épine
- Diretto da: Stéphane Malhuret
- Scritto da: Anne Rambach e Marine Rambach

### Trama
Per arrestare un ladro Candice e Antoine si fingono fidanzati in una gioielleria: durante l'operazione i due si stavano per baciare e, una volta catturato il malvivente, Antoine si rende conto di essersi innamorato di Candice. Ad assorbire le loro energie è però un nuovo intricato caso: l'avvelenamento di Annette Granier, assistente alla direzione della profumeria Lacombe, trovata morta in casa sua. Per la storica maison francese è la seconda tragedia nel giro di poco tempo, dopo l'affondamento del piroscafo Albatros sul quale si trovavano numerosi dipendenti e il management dell'azienda. Candice si accorge che il rilevatore del fumo installato in casa di Annette è falso, essendo stato manomesso da qualcuno per installare una telecamera. Un furgone parte a tutta velocità e JB lo blocca con la pistola spianata, fermando il conducente: Lionel Favier, direttore della sicurezza presso i Lacombe. Mentre JB si occupa di interrogare l'uomo, Candice e Antoine si recano alla sede principale della Lacombe per verificare gli alibi della famiglia che da oltre un secolo guida la maison. Géraldine Lacombe è la presidente, subentrata al suocero Edmond malato di Parkinson, e il nipote (figlio della donna) Adam dirige il reparto creativo: Michel, figlio di Edmond e padre di Adam, è morto nella tragedia dell'Albatros e Géraldine ha assunto la direzione dell'azienda al posto suo. I Lacombe spiegano di aver messo sotto sorveglianza Annette in quanto accusata di aver trafugato dei documenti contenenti informazioni topo secret su Chalisse, il nuovo profumo che la maison si apprestava a immettere nel mercato: i documenti sono stati trovati nella fotocopiatrice e risulta che l'ultimo accesso sia proprio quello della defunta donna.
Aline ha individuato il veleno utilizzato per uccidere Annette: l'aconitina, una sostanza molto potente che conduce a una morte piuttosto veloce e dolorosa. Indagando si scopre che Annette possedeva un conto corrente segreto in Svizzera su cui affluivano i proventi della vendita della formula segreta: si pensa subito al mercato cinese, dove è in forte aumento l'interesse verso i profumi. Antoine crede che sia opportuno passare il caso a un'altra squadra, poiché sono emerse implicazioni di carattere sovranazionale, ma Candice vuole tenerlo e si insospettisce notando che Annette aveva ordinato per altezza tutti gli esemplari prodotti dalla sua azienda, lasciando un posto libero per il nuovo Chalisse: peccato che quest'ultimo sarebbe stato un profumo più alto rispetto agli altri, quindi non è stata lei la delatrice. Intanto, in commissariato si mormora che il commissario Attia sia incinta: Candice prova ad accertarsene di persona ed effettivamente nota che il superiore ha messo su qualche chilo. A farle questa confidenza era stata Aline, la quale pensa che il padre sia Antoine per la sua fama di dongiovanni. Dal fronte delle indagini arriva un importante spunto: Annette e il sorvegliante Lionel erano fidanzati, essendo state ritrovate numerose istantanee della donna a casa di costui. Si sospetta quindi che possa essere stato Lionel a incastrarla. Prevedendo di essere accerchiato, Lionel fugge e si suicida annegando in una fontana pubblica.
Antoine è pronto a chiudere il caso, convinto che il gesto dell'uomo equivalga a un'ammissione di colpa, ma Candice intende andare avanti. Le immagini della telecamera a casa di Annette mostrano la donna la sera del decesso in compagnia di un uomo: l'ingrandimento dell'immagine non riesce a mostrare nitidamente il logo, quindi JB e Antoine dovranno cercare nell'archivio l'esemplare giusto. Intanto, JB si accorge dell'infatuazione di Antoine per Candice perché il capitano Canovas chiedeva di lei e Antoine ha mentito, asserendo che non fosse in ufficio. Antoine e JB discutono, con Dumas che invita il collega a pensare ai problemi con sua moglie: risolto il diverbio, i due si mettono al lavoro e dopo una notte di ricerche trovano il simbolo esatto. A individuarlo è stato Antoine, ma dice a Candice che è stato JB a trovarlo perché vuole fare pace con lui: JB lo ringrazia, suggerendogli però di affrettarsi a rivelare i suoi sentimenti a Candice prima che lo faccia Canovas. La persona che era insieme ad Annette è il geometra Ludovic Barthès: l'uomo racconta che suo figlio Clément lavorava presso i Lacombe ed è morto sull'Albatros, con Annette che voleva convincerlo ad accettare la liquidazione da parte della famiglia. Barthés consegna il messaggio vocale inviatogli da Clément prima di morire, dal quale si apprende che il giovane si trovava sottocoperta: all'inizio della registrazione si sente la voce di un uomo chiuso dentro una cabina. Quest'ultimo è Michel Lacombe, evidentemente rinchiuso da qualcuno che lo voleva morto e che poi ha eliminato Annette perché in possesso della registrazione. Interrogata sulla faccenda, Géraldine resta di sasso perché convinta che il marito fosse morto in mare accanto al figlio Adam e non chiuso nella cabina.
Candice non riesce a comprendere l'esatta dinamica della morte di Michel, quando Antoine arriva a casa sua per parlarle della loro storia: i due sono interrotti dai gemelli che vogliono bere una limonata. Candice, troppo presa dall'Albatros, chiede ad Antoine di pensarci lui: osservandolo le viene un'illuminazione, legata alla schiuma della bibita. Il giorno dopo Candice convoca in centrale Adam perché vuole ricostruire il momento in cui ha visto suo padre l'ultima volta: Adam racconta che i rapporti tra loro due non sono stati idilliaci, ma suo padre gli ha salvato la vita lanciandogli un salvagente. Candice capisce la verità, ed è diversa da quanto ha appena detto Adam: Michel era infatti già morto, ucciso dentro la cabina, e qualcuno lo ha buttato in mare vicino ad Adam, quindi il ragazzo non sa che il padre era privo di vita e non è stato lui a lanciargli il salvagente. A suffragare quest'ipotesi è un articolo di giornale, risalente a un mese prima, in cui Michel attacca pubblicamente la sua famiglia per la gestione paternalistica dell'azienda, dicendosi pronto a valutare la cessione di parte delle sue quote a stranieri. Candice torna dai Lacombe e l'anziano Edmond conferma che, a bordo dell'Albatros, il figlio Michel aveva paventato questa possibilità perché stanco dei giochi di potere familiari. Ormai convinta che l'assassino di Annette e Michel sia dentro l'azienda, Candice architetta una trappola: finge di telefonare al procuratore per ottenere un mandato di perquisizione per l'indomani, appostandosi poi di notte insieme a Crysthelle per vedere chi si intrufolerà a manomettere le possibili prove. Intanto, Antoine è riuscito a scoprire il nome di chi ha ordinato l'aconitina ai cinesi e si precipita da Candice per dirglielo: il suo arrivo sul posto coincide con l'irruzione del colpevole, Géraldine Lacombe, armata di uno spray contenente il veleno. Géraldine tenta il suicidio, ma Candice la salva somministrandole in fretta e furia le pastiglie del suocero contro il Parkinson. In ospedale Géraldine si confessa colpevole, dicendosi preoccupata per il futuro dell'azienda perché soltanto lei ha le capacità per mandarla avanti.
In commissariato, mentre stanno festeggiando la risoluzione del caso, arriva una telefonata di Canovas che chiede di Candice: quest'ultima, desiderosa di evitarlo, si fa dare assente.
- Guest star: Samira Lachhab (Yasmine Attia), Clara Antoons (Emma Renoir), Étienne Martinelli (Jules Renoir), Alexandre Ruscher (Léo Renoir), Paul Ruscher (Martin Renoir), Delphine Rich (Aline Jego), Stéphane Blancafort (David Canovas).
- Altri interpreti: Jean Bard (Lionel Favier), Valérie Stroh (Géraldine Lacombe), Didier Matheu (Edmond Lacombe), Théo Frilet (Adam Lacombe), Alain Garcia (Michel Lacombe), Pierre-Jean Peters (Ludovic Barthès).

## Il silenzio è d'oro
- Titolo originale: Le silence est d'or
- Diretto da: Olivier Barma
- Scritto da: Elsa Marpeau e Eric Eider

### Trama
Un motoscafo si è incendiato nello scontro con una scogliera. Il capitano di una nave che si trovava nei paraggi riferisce di aver visto un'imbarcazione con due persone a bordo: il proprietario del battello, e probabile vittima, viene identificato in Daniel Langlois. Candice e la squadra si presentano a casa dell'uomo per dare alla moglie Sandrine e alla figlia diciassettenne Lou la tragica notizia della morte dell'uomo, assente da un paio di giorni. Sandrine racconta che la sera della scomparsa Daniel si trovava a cena con i suoi commilitoni: la moglie lo descrive come una persona molto metodica e rigida, essendo un militare, ma allo stesso tempo molto vicino alla famiglia e benvoluto dai sottoposti. Candice nota che Sandrine ha steso tre lenzuoli, quindi in realtà le cose tra loro non andavano bene perché significa che dormivano separati: la donna tuttavia smentisce quest'ipotesi, dato che il marito soffriva dell'insonnia tipica di tutti i militari rientrati dai teatri di guerra. Ispezionando la stanza di Daniel, si scopre dal computer portatile che visitava parecchi siti web di escort. Candice è convocata in centrale da Attia, che la informa di due proiettili trovati nel cuore del cadavere di Daniel, rendendo evidente la pista dell'omicidio: Attia si premura che le indagini siano condotte con la massima discrezione, essendoci di mezzo un militare.
Candice e Antoine si recano nella base dove prestava servizio Daniel. I due parlano con Gaultier, una commilitona di Daniel che racconta di aver praticato insieme a lui il paracadutismo, un'attività importante per lui perché tornava a far scorrere l'adrenalina nel suo corpo. Nell'armadietto del militare sono rinvenute diverse fotografie della famiglia, scattate però da sopra l'albero nel giardino, quindi Langlois spiava la moglie. In effetti, dalla telecamera nascosta si vede Sandrine Langlois salutare il marito e successivamente fuggire di soppiatto: Candice e Antoine la pedinano, arrivando a un appartamento dove ha avviato un business di articoli sessuali insieme ad altre donne. Tuttavia, non è questo l'aspetto più inquietante: a far svoltare le indagini è la scoperta relativa alla figlia Lou, la quale si prostituisce come escort con il soprannome di Lola. Interrogata in centrale, la ragazzina si trincera dietro il silenzio nonostante le prove a suo carico: un cellulare sotto il suo letto usato per contattare i clienti. Per farla parlare Candice le racconta che anche suo padre era un militare e di essersi innamorata a 15 anni di un commilitone più grande di lei. Lou confessa che Emmanuel, amico del suo fidanzato Jérémie, l'ha introdotta in un traffico di eroina importata dalla Spagna: il primo viaggio è andato male, quindi ha deciso di prostituirsi per ripagare l'ingente perdita. A casa, Candice viene a sapere dai figli che Laurent ha una nuova compagna. Ritornata dai Langlois, Candice si insospettisce per l'assenza di due oggetti: una fotografia di Daniel con la figlia Lou e un giaccone del militare.
La svolta arriva quando Aline riferisce i risultati dell'autopsia sul cadavere del battello: è presente una frattura al perone risalente ad almeno dieci anni prima, ma Daniel Langlois non aveva mai subito un infortunio di questo tipo, quindi non può essere lui il cadavere. Siccome alle indagini partecipa come uditrice Gaultier, incaricata di riferire ai suoi vertici, Candice le chiede se è possibile che Daniel sia ancora vivo e possa voler regolare i conti con Jérémie per aver trascinato sua figlia nel traffico di eroina: Gaultier risponde che Langlois è una persona disposta a tutto, anche a uccidere, pur di salvare l'integrità della sua famiglia. I poliziotti fanno irruzione nell'appartamento del giovane, ma lo trovano deserto: in compenso ci sono macchie di sangue sul selciato fuori dall'abitazione, segno di una colluttazione in cui Jérémie ha avuto la peggio. A questo punto Candice capisce la verità: il cadavere sul battello è di Emmanuel, ucciso da Daniel Langlois, che ora vuole chiudere i conti ammazzando anche Jérémie: il ragazzo ha comprato una barca di seconda mano per fuggire insieme a Lou.
La polizia prepara il blitz al porto, con il commissario Attia a capo delle operazioni e l'apporto della squadra speciale di Canovas. La squadra di Candice resta all'esterno, ma la donna scorge Jérémie in fuga da Langlois. Lei e Antoine lo raggiungono dietro una barca: Candice lancia in aria una paperella di gomma, sex toy sequestrato alla moglie del militare, per scoprire da dove sta sparando. Jérémie si butta allo scoperto e Antoine gli si para davanti per proteggerlo, venendo colpito in pieno petto da Daniel Langlois. Quest'ultimo è catturato, ma Antoine viene ricoverato in ospedale in gravi condizioni. Purtroppo il referto medico non è positivo: il capitano Dumas è in coma.
- Guest star: Samira Lachhab (Yasmine Attia), Clara Antoons (Emma Renoir), Étienne Martinelli (Jules Renoir), Alexandre Ruscher (Léo Renoir), Paul Ruscher (Martin Renoir), Delphine Rich (Aline Jego), Stéphane Blancafort (David Canovas).
- Altri interpreti: Mathieu Lane Maby (Daniel Langlois), Muriel Combeau (Sandrine Langlois), Manon Valentine (Lou Langlois), Barbara Grau (Tenente Colonnello Gaultier), Valentin Rolland (Jérémie Portalis), Agathe Rubinstein (Marion Pujol).

## Fratelli gemelli
- Titolo originale: Qui ne dit mot consent
- Diretto da: Olivier Barma
- Scritto da: Killian Arthur e Ivan Piettre

### Trama
Candice trascorre parecchie ore in ospedale, aspettando il risveglio di Antoine che è stato dichiarato fuori pericolo e dovrebbe riprendere conoscenza a breve. Attia si offre di sostituirla perché la sua squadra ha bisogno di lei per un nuovo caso di omicidio. La vittima è Amira Bedani, giovane attrice di origine algerina che recitava in una compagnia sperimentale, trovata morta al Teatro Molière con una frattura cranica alla testa causata dall'arma del delitto, un candelabro adoperato in scena. La compagnia di Amira stava lavorando a Le furberie di Scapino, pièce teatrale dello stesso Molière cui è intitolato il teatro di Sète. Amira era venuta in Francia per studiare medicina e interpretava il ruolo della protagonista Zerbinetta. Candice mostra un grande interesse per questo caso, avendo praticato anche lei teatro e tra le produzioni a cui aveva partecipato c'era proprio Le furberie di Scapino. Sin subito appare chiaro il coinvolgimento nel delitto di un membro della compagnia: vengono interrogati il regista Simon Ferrer, l'attore Desrosiéres che ha ritrovato il corpo senza vita di Amira, l'attrice Corine che interpreta il ruolo di Giacinta (lo stesso di Candice) e la costumista, nonché madre di Simon, Françoise Ferrer.
Il quadro che emerge conferma i sospetti di Candice: qualcuno di loro ha ucciso Amira. Infatti, la ragazza era reputata una attrice piuttosto mediocre che usava il teatro solamente per integrarsi in Francia. I sospetti si indirizzano soprattutto su Corine, il cui movente per il delitto potrebbe essere stata la gelosia per l'essersi vista soffiare il ruolo di Zerbinetta da parte di Amira. Candice intuisce quindi che Amira è stata amante di Simon, altrimenti non si spiegherebbe la scelta del regista di puntare sulla nuova arrivata. Candice è molto in difficoltà, soprattutto con Antoine in ospedale, e dubita sulla decisione di aver ripreso immediatamente a lavorare dopo la sparatoria: la donna ha voluto mettere in stato di fermo Simon Ferrer, salvo poi doverlo rilasciare perché l'autopsia ha rivelato che Amira era ancora vergine. In compenso Crysthelle scopre che Desrosiéres ha affittato ad Amira un appartamento ai limiti dell'agibilità, gonfiando il prezzo per lucrare sulla disperazione degli immigrati: l'uomo si giustifica sottolineando di aver investito i soldi unicamente nella compagnia, un progetto al quale crede moltissimo. Si scopre che qualche giorno prima di morire Amira era stata arrestata perché priva di documenti, circostanza strana considerando che la giovane era in regola: l'unica ipotesi è che abbia prestato i documenti a un'altra persona. Da una visita al suo appartamento si chiarisce la situazione: Amira ha una sorella gemella, essendoci nell'armadio vestiti di stili completamente diversi. Inoltre, la vicina riferisce che poco tempo prima Amira le aveva venduto un gatto per un problema di allergia: ciò significa che la gemella di Amira è incinta.
La squadra si mette alla ricerca della gemella, scandagliando tutti i centri di ginecologia: alla fine si arriva al dottor Allouf, anche lui di origine algerina come Amira e la sorella. Candice non si spiega come mai la ragazza, certamente non benestante, si è rivolta a un medico privato: Allouf rivela di essere un amico della famiglia Ferrer, essendo emigrato in Francia insieme alla signora Françoise, e di aver visitato Leila (questo il nome delle gemella) gratuitamente su richiesta di Simon. Dunque, il regista non aveva una storia non con Amira, ma con la sorella Leila. Ora che è stata identificata, Candice e i colleghi la possono interrogare. La ragazza, a differenza di Amira, non ha un titolo di studio e vive nascosta per timore di essere espulsa: è stata Amira a spingerla a fare teatro, così da aiutarla a integrarsi nel nuovo paese. Quindi è Leila a recitare nella compagnia, non Amira: quest'ultima l'aveva sostituita il giorno in cui doveva farsi visitare dal dottor Allouf, senza sapere che sarebbe andata incontro alla morte, destino che invece era stato riservato a Leila. Candice torna a parlare con Simon: il regista rivela di voler sposare Leila, così da regolarizzarla. Crysthelle individua nel montacarichi il passaggio compiuto dall'omicida per entrare in teatro senza essere visto.
Candice torna in ospedale da Antoine, sperando di ricevere dal collega ancora addormentato la scintilla per risolvere in caso. Ad aiutarla è invece Canovas, passato dall'ospedale per informarsi sulle condizioni del collega: il capitano spinge la Renoir sulla pista di una faida familiare, appartenendo Leila e Ferrer a etnie rivali in Algeria. Leila fa la sua apparizione durante le prove in teatro, spaventando soprattutto la costumista Françoise: è proprio lei, la madre di Simon, ad aver ucciso Amira (credendo che fosse Leila) perché riteneva sacrilega l'unione con la famiglia rivale, mentre Simon aveva tentato di tenergliela nascosta fino a cose fatte.
Candice riceve una buona notizia: Antoine si è risvegliato dal coma e ha chiesto di vedere lei. In ospedale Candice fa passare avanti JB, potendo entrare nella stanza del degente una persona alla volta, e nell'attesa parla con Audrey Medjaoui: la moglie del brigadiere le rivela di averlo costretto al trasferimento, essendosi impaurita per quanto accaduto ad Antoine, minacciandolo di divorziare se non le avesse ubbidito. Scioccata per la notizia, Candice esce dall'ospedale e finisce tra le braccia di Canovas: i due iniziano a baciarsi, nonostante ammettano di essere due caratteri opposti.
- Guest star: Samira Lachhab (Yasmine Attia), Clara Antoons (Emma Renoir), Étienne Martinelli (Jules Renoir), Alexandre Ruscher (Léo Renoir), Paul Ruscher (Martin Renoir), Delphine Rich (Aline Jego), Stéphane Blancafort (David Canovas).
- Altri interpreti: Jean-Pierre Michael (Simon Ferrer), Nabiha Akkari (Amira Bedani), Yveline Hamon (Françoise Ferrer), Pierre Laplace (Desrosiéres), Delphine Theodore (Corine Delpond), Bernard Allouf (Dr. Robert Allouf), Raphaël Boitel (Audrey Medjaoui).